# Cyanocorax cristatellus
Cyanocorax cristatellus là một loài chim trong họ Corvidae.

## Hình ảnh

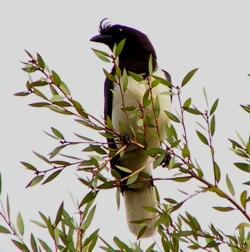
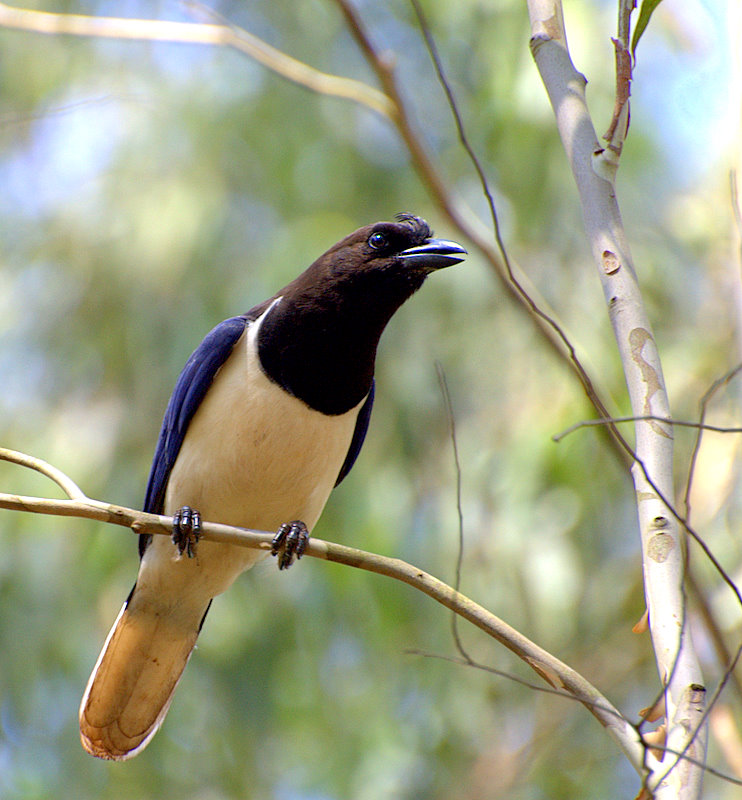